# Teucholabis (Teucholabis) phaeostigmosa
Teucholabis (Teucholabis) phaeostigmosa is een tweevleugelige uit de familie steltmuggen (Limoniidae). De soort komt voor in het Neotropisch gebied.